# Wojna Appenzellu
Wojna Appenzellu – jeden z etapów wojen szwajcarsko-austriackich. Wojna toczyła się w latach 1403–1411.
U zarania XV wieku Appenzell było obszarem lennym opactwa Sankt Gallen. Samo miasto St. Gallen cieszyło się wolnością jako miasto cesarskie. Kwitł w nim handel i rzemiosło. Jednak opactwo, które było kiedyś zwierzchnikiem lennym miasta, zażądało przywrócenia dawnego statusu. Chcące zachować swoją wolność St. Gallen poprosiło o pomoc Appenzell (także będące własnością opactwa Sankt Gallen), które sprzymierzyło się ze Schwyz, innym wolnym miastem i członkiem Związku Szwajcarskiego, a następnie zbuntowało się przeciwko opactwu. W 1403 roku oddziały opactwa zaatakowały Appenzell, ale zostały pobite.
Upokorzone opactwo poprosiło o pomoc habsburskiego księcia Fryderyka IV Austriackiego. Wzmocnione, ponownie zaatakowało Appenzell i pozostałe miasta w 1405, tylko po to aby powtórnie ponieść klęskę. Wtedy król niemiecki Ruprecht nakazał powstańcom powrócić pod władzę opactwa. Nakaz został zignorowany, a w 1411 roku Appenzell i St. Gallen uzyskały ochronę Związku Szwajcarskiego, czemu Ruprecht nie mógł już zaradzić. Appenzell (od 1597 roku Appenzell Ausserrhoden i Innerrhoden) i St. Gallen są obecnie szwajcarskimi kantonami.
Starcia wojny Appenzellu:
- 1403 – Bitwa pod Vögelinsegg
- 1405 – bitwa pod Stoss